# Região Geográfica Imediata do Rio de Janeiro
A Região Geográfica Imediata do Rio de Janeiro é uma das 14 regiões imediatas do estado brasileiro do Rio de Janeiro, uma das 3 regiões imediatas que compõem a Região Geográfica Intermediária do Rio de Janeiro e uma das 509 regiões imediatas no Brasil, criadas pelo IBGE em 2017. É composta de 21 municípios. Com exceção de Mangaratiba e Saquarema, todos os municípios da Região Geográfica Imediata do Rio de Janeiro pertencem à Região Metropolitana do Rio de Janeiro (2010).

## Municípios

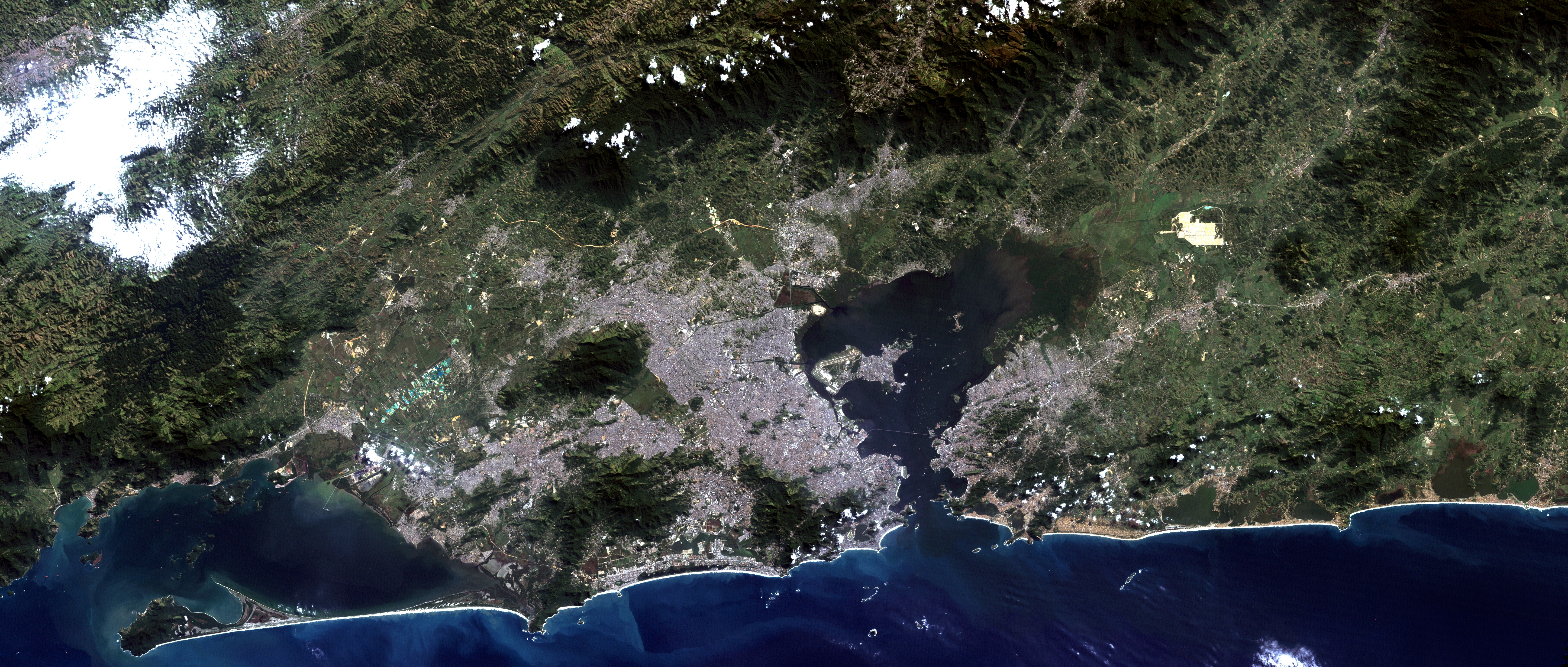
Imagem de satélite da Região Imediata do Rio de Janeiro (cuja área se aproxima à da RMRJ).

Os 21 municípios pertencentes à Região Geográfica Imediata do Rio de Janeiro são os mesmos que integram o arranjo populacional (e concentração urbana de natureza metropolitana) do Rio de Janeiro.
| Região imediata | Municípios | População Estimativa 2018 | Área (km²) |
| --------------- | --- | ------------------------- | ---------- |
| Rio de Janeiro  | Belford Roxo Duque de Caxias Guapimirim Itaboraí Itaguaí Japeri Magé Mangaratiba Maricá Mesquita Nilópolis Niterói Nova Iguaçu Paracambi Queimados Rio de Janeiro São Gonçalo São João de Meriti Saquarema Seropédica Tanguá | 12 705 529                | 6 308,323  |

### Arranjo populacional e Concentração Urbana do Rio de Janeiro

Área do arranjo populacional (e da Região Geográfica Imediata) do Rio de Janeiro - com exceção de Saquarema, todos os municípios do arranjo apresentam índices de integração "muito altos" entre si, conforme os critérios do IBGE.

De acordo com o estudo Arranjos Populacionais e Concentrações Urbanas do Brasil, conduzido pelo IBGE, um arranjo populacional é um conjunto de municípios limítrofes entre os quais há uma forte integração populacional, devido aos movimentos pendulares para trabalho ou estudo, ou à contiguidade das suas manchas urbanas. Esses arranjos não correspondem exclusivamente às áreas metropolitanas ou às grandes concentrações urbanas, mas a qualquer agrupamento de municípios que apresentem um alto grau de integração entre si. O Arranjo Populacional do Rio de Janeiro, especificamente, constitui uma grande concentração urbana conforme o estudo citado.
Os arranjos populacionais do Brasil foram identificados pelo IBGE em 2014, que utilizou, para isso, três critérios de integração: forte intensidade relativa dos movimentos pendulares para trabalho e estudo; forte intensidade absoluta dos
movimentos pendulares para trabalho e
estudo; contiguidade de manchas urbanas.
O arranjo populacional do Rio de Janeiro é um dos muitos arranjos populacionais identificados no território nacional. É composto por 21 municípios: Rio de Janeiro, Belford Roxo, Duque de Caxias, Guapimirim, Itaboraí, Itaguaí, Japeri, Magé, Maricá, Mesquita, Nilópolis, Niterói, Nova Iguaçu, Paracambi, Queimados, São Gonçalo, São João de Meriti, Seropédica, Tanguá (todos fortemente vinculados ao centro do Rio e seu entorno, e com características e funções metropolitanas no que diz respeito, por exemplo, a movimentos pendulares em direção ao núcleo (o que configura uma alta integração populacional entre os municípios) e expansão urbana a partir do núcleo (resultando numa alta densidade demográfica na região), formando quase toda a área metropolitana da capital), Mangaratiba (município que, apesar da sua baixa densidade demográfica e sua integração historicamente pouco expressiva com o núcleo da metrópole, passou a apresentar recentemente uma ligação significativa com o oeste da área metropolitana, especialmente com Itaguaí) e Saquarema (município pouco vinculado à metrópole cuja mancha urbana é contígua à de Maricá).
A identificação do arranjo populacional do Rio de Janeiro feita pelo IBGE com base em dados obtidos pelo mesmo instituto é uma das evidências da integração que há entre 19 dos 21 municípios localizados na área que abrange a capital, a Baixada Fluminense e o Leste Fluminense. A integração populacional (que se apresenta, principalmente, pelos movimentos pendulares (sobretudo, em direção ao núcleo) entre esses 19 municípios polarizados pelo centro do Rio combinada a outros fenômenos, como a concentração da oferta de trabalho no núcleo, o crescimento demográfico nas áreas centrais, o adensamento da ocupação dos subúrbios, a expansão da malha urbana em direção às periferias e as conurbações, além do aumento das atividades industriais na região e a existência de um sistema de transporte urbano integrado que atende aos moradores de toda essa área, caracteriza o processo de metropolização. Todos os municípios do arranjo populacional do Rio de Janeiro (com exceção de Mangaratiba e Saquarema, municípios que, pela distância, são pouco vinculados ao núcleo metropolitano - especialmente Saquarema) passaram por esse processo, e, somados a Rio Bonito e Cachoeiras de Macacu (municípios que também passaram pelo processo de metropolização descrito acima, porém não entraram no arranjo por não preencherem os critérios deste estudo específico conduzido pelo IBGE), formam hoje uma das maiores áreas metropolitanas do mundo.
Levando-se em conta unicamente a atual integração populacional entre os municípios, podem-se considerar, como integrantes da metrópole, todos os municípios do arranjo populacional, juntamente com os municípios que apresentam níveis de integração significativos com o arranjo, conforme os critérios estabelecidos pelo IBGE. Nessa concepção, a metrópole do Rio de Janeiro passa a ser formada por 24 municípios, sendo 21 os mais fortemente integrados (possuindo, assim, uma área maior que aquela que abrange apenas os 21 municípios onde ocorre o fenômeno metropolitano já mencionado): Rio de Janeiro, Guapimirim, Magé, Duque de Caxias, São João de Meriti, Belford Roxo, Nilópolis, Mesquita, Nova Iguaçu, Queimados, Japeri, Paracambi, Seropédica, Itaguaí, Mangaratiba, Niterói, São Gonçalo, Itaboraí, Tanguá, Maricá, Saquarema (municípios do arranjo populacional do Rio de Janeiro), Rio Bonito (município com integração "muito alta" com o arranjo do Rio de Janeiro), Cachoeiras de Macacu e Angra dos Reis (municípios com integração "média-alta" com o arranjo).